# Кошки-Новотимбаево
Кошки́-Новотимба́ево (тат. Кошки-Яңа Тимбай, чув. Кăнна Кушки) — село в Тетюшском районе Татарстана. Является центром Кошки-Новотимбаевского сельского поселения.

## География
Село расположено на реке Кильна — притоке Свияги, в 25 км к юго-западу от города Тетюши.

## Общие сведения о селе
В селе расположены административное здание сельского поселения, правление СХК «Память Яковлева», средняя школа, фельдшерский пункт, клуб, музей И. Я. Яковлева, сельская библиотека, отделение почты, часовня, отделение Сбербанка России. Дома в селе газифицированы, работает водопровод.
День села ежегодно отмечается в день рождения И. Я. Яковлева — 25 апреля.

## История
Селение основано в 1705 году (по другим данным — известно с 1728 года):

В 1593/94 г. ясачные чуваши Кошкинской волости (она состояла из дд. Кошки-Чурашево, Кошки-Байгеево, Кошки-Акнесево, Булдеево, Куликеево, Тинговатово) Цивильского уезда Тинбай и Кизылбай Янышевы «с товарыщи» переселились из-под Цивильска на р. Карлу (в документе — р. Хирле) в дикое поле, получив здесь на ясак землю, и основали д. Тинбаево, получившую название от имени Тинбая Янышева. Она была расположена на месте современного русского селения Тимбаево, которое теперь входит в Буинский район Татарской АССР и находится в 4 км южнее д. Шемалаково Яльчикского района Чувашской АССР. В д. Тинбаево крестьяне-чуваши жили в течение всего XVII в. К 1705 г. они оставили здешние земли и переселились на речку Кильна (по-чувашски Кăлна) и основали д. Ново-Тимбаево (по-чувашски Кăлна Кушка), позднее названную Кошки-Новотимбаево…— Чувашия в эпоху феодализма, 1986
Жители — до 1797 года дворцовые, до 1860-х годов удельные крестьяне; занимались земледелием, животноводством, ремёслами.
В 1859 году деревня Кошки-Новотинбаево, в 1-м стане, на проселочной дороге, близ р. Свияги, в Буинском уезде Симбирской губернии.
В начале XX века функционировали двухклассное училище (одноклассное было открыто в 1871, в 1897 преобразовано в двухклассное, в котором обучались дети из 22 селений), женское училище, столярная мастерская, церковь. В этот период земельный надел сельской общины составлял 1718,9 дес.
В 1886 году силами жителей и И. Я. Яковлева, инспектора чувашских школ, построена деревянная церковь Архангела Михаила.
В 1920-е годы из села выделились выселки Хулаш (ныне существует как улица в селе), Ивановка, Маёвка.

### Административно-территориальная принадлежность
В 1859 году деревня Кошки-Новотинбаево входила в 1-й стан Буинского уезда Симбирской губернии, до 1920 года — в Бурундуковскую волость Буинского уезда Симбирской губернии. С 1920 года в составе Буинского кантона Татарской АССР. С 10 августа 1930 года в Тетюшском районе, с 4 августа 1938 года — в Больше-Тарханском, с 12 октября 1959 года вновь в Тетюшском районе.

## Население
Число жителей:
| Год  | 1722     | 1762 | 1859 | 1879 | 1897  | 1913  | 1920  | 1926  | 1938 | 1949 | 1958 | 1970 | 1979 | 1989 | 2002 | 2010 |
| ---- | -------- | ---- | ---- | ---- | ----- | ----- | ----- | ----- | ---- | ---- | ---- | ---- | ---- | ---- | ---- | ---- |
| Чел. | 144 муж. | ↗414 | ↗679 | ↗812 | ↗1016 | ↗1244 | ↗1258 | ↘1042 | ↘865 | ↘492 | ↘272 | ↗577 | ↘416 | ↘232 | ↗249 | ↘227 |

По данным Всероссийской переписи населения 2002 года преобладающая национальность жителей села — чуваши (96 %).

## Связь и средства массовой информации
- Связь: ОАО «Волгателеком», БиЛайн, МТС, Мегафон. Развит интернет ADSL-технологии.

## Памятники и памятные места
- Памятник Ивану Яковлеву (2008; скульптор Владимир Нагорнов, научный консультант Алексей Трофимов)[9].
- Стела великих деятелей чувашского народа, выходцев из села[10].
- Часовня на месте дома, где родился Иван Яковлевич Яковлев[11].
- Памятник, посвященный участникам Великой Отечественной войны[12].

Объекты культурного наследия Российской Федерации
- Объект культурного наследия народов РФ федерального значения. Рег. № 161540963550006 (ЕГРОКН). Объект № 1610103000 (БД Викигида) Городище «Хулаш» — центр княжества Болгарского государства — комплексный археологический памятник XI—XIII вв. (по другим данным X—XII вв.), расположен в 3 км к северо-западу от села, на мысу террасы реки Свияга[13].
- Объект культурного наследия народов РФ регионального значения. Рег. № 161711251370005 (ЕГРОКН). Объект № 1600000275 (БД Викигида) Школа, сооружённая по инициативе чувашского просветителя И. Я. Яковлева (конец XIX века).

## Уроженцы Кошки-Новотимбаево
- Алга, Александр Егорович — народный поэт Чувашии.
- Иванов Игнатий Иванович[чуваш.] — писатель, переводчик, очеркист[14].
- Казакова (Алексеева) Анна Григорьевна — певица, лирическое сопрано[15].
- Максимов-Кошкинский, Иоаким Степанович — актёр, режиссёр, организатор и руководитель Чувашского театра и киностудии «Чувашкино».
- Резюков Николай Андреевич[чуваш.] — языковед, ученик и соратник Н. И. Ашмарина[16].
- Рекеев, Алексей Васильевич — чувашский просветитель, церковный и общественный деятель, священник, миссионер, этнограф, педагог и переводчик, один из основоположников чувашской письменности и литературы.
- Тимбай (Тимофеев) Александр Вениаминович — поэт, журналист, член Союза писателей СССР[17].
- Тихон Педэрки[чуваш.] (Петров Пётр Тихонович) — прозаик, драматург, педагог, член Союза писателей СССР[18].
- Яковлев, Иван Яковлевич — чувашский просветитель, православный миссионер, педагог, организатор народных школ, создатель нового чувашского алфавита и учебников чувашского и русского языков для чувашей, писатель, переводчик, фольклорист.

## Прочее
- В Кошки-Новотимбаеве и близлежащих селениях изучался фонетический строй чувашского языка, собирались образцы устного чувашского народного творчества для первого чувашского букваря (1871—1873)[2].